# Christian Doppler
Christian Doppler (født 29. november 1803, død 17. marts 1853) var en østrigsk matematiker og fysiker. Doppler er primært kendt for Dopplereffekten, som han opdagede i 1842.
Han var professor ved det fysiske institut i Wien i perioden fra 1850 til 1853.
 Der er for få eller ingen kildehenvisninger i denne artikel, hvilket er et problem. Du kan hjælpe ved at angive troværdige kilder til de påstande, som fremføres i artiklen.

1. ↑  Navnet er anført på engelsk og stammer fra Wikidata hvor navnet endnu ikke findes på dansk.